# Tatsunari Kimura
Tatsunari Kimura (木村達成, Kimura Tatsunari), né le 8 décembre 1993 à Tokyo au Japon, est un chanteur et acteur japonais notamment actif dans le théâtre et les comédies musicales.

## Biographie
Tatsunari Kimura fait ses débuts dans Tenimyu ; il y incarne pendant deux ans Kaoru Kaido, de 2012 à 2014.
En 2018, il se fait remarquer en décrochant le rôle de Jean-Michel, le fils de George et d'Albin, dans La cage aux folles, version musicale de la pièce éponyme écrite par Jean Poiret.
2019 marque un tournant dans sa carrière puisqu'il est à l'affiche de trois productions à gros budget. En alternance avec Ryōsuke Miura, il devient Benvolio pour la version nippone de Roméo et Juliette. Par la suite, il délivre une interprétation remarquée dans Elisabeth, où il joue le Prince Rudolf, toujours en duo avec Ryōsuke Miura. Aux côtés de Yūsuke Hirose, il est le Comte Philippe de Chandon dans Phantom, mis en scène par Shirota Yu.
L'année suivante, Tatsunari Kimura campe Kousei Arima dans l'adaptation théâtrale de Your Lie in April. Il attire surtout l'attention en incarnant un rôle homosexuel : celui de Carmen Giya dans The Producers,.
2021 le voit tenir le haut de l'affiche dans Jack the Ripper où il occupe pour la première fois le rôle principal d'une comédie musicale. A la même époque, il figure au casting de Noces de sang, l'une des pièces de théâtre majeures de Federico García Lorca.
Pour fêter ses dix ans de carrière, il organise son premier concert solo courant 2022.
Très polyvalent, il incarne la terrible antagoniste, Miss Trunchbull, dans Matilda, la comédie musicale inspirée du roman de Roald Dahl. Il respecte ainsi la tradition initiée par Bertie Carvel, qui veut que le rôle soit tenu par un homme.
Souvent présent dans les productions culturelles LGBT, il s'illustre notamment dans l'adaptation en drama de Old Fashion Cupcake (2022), tirée de la duologie de la mangaka Sagan Sagan (佐岸左岸).
En 2023, il est à l'affiche du sulfureux Thrill Me, une comédie musicale inspirée par l'affaire Leopold et Loeb ; Kimura incarne Nathan Leopold et Gōki Maeda campe son amant toxique, Richard Loeb. La même année, il joue le rôle phare de New Hamlet, pastiche d'Hamlet signé Osamu Dazai.
Courant 2025, il figure au casting principal du drama policier Le présentateur, porté par les stars Hiroshi Abe et Mei Nagano. A l'automne de la même année, il joue dans une nouvelle mouture de la pièce Kyōjin naomote Ōjō o togu - Mukashi Bokutachi Aishita, un texte difficile centré sur la prostitution et écrit dans les années 60 par le dramaturge Kunio Shimizu.

## Carrière partielle

### Scène
- 2012-2014 : Tenimyu : Kaoru Kaido
- 2015-2016 : Naruto : Kabuto Yakushi
- 2015-2017 : Haikyū!! : Tobio Kageyama
- 2016 : Yona : Princesse de l'aube : Jaeha
- 2018 : La cage aux folles : Jean-Michel
- 2019 : Roméo et Juliette : Benvolio
- 2019 : Elisabeth : le Prince Rudolf
- 2019 : Phantom : le Comte Philippe de Chandon
- 2020 :  West Side Story : Riff
- 2020 / 2022 : Your Lie in April : Kousei Arima
- 2020 : Love Letters : Andy
- 2020 : Les Producteurs : Carmen Giya, le secrétaire de Roger de Bris
- 2021 : Jack the Ripper : Daniel
- 2022 : Noces de sang : Leonardo
- 2023 : Matilda : Miss Trunchbull
- 2023 : New Hamlet : Hamlet
- 2023 : Thrill Me : Nathan
- 2024 : La Bonne Âme du Se-Tchouan : Yang Seung
- 2025 : Kyōjin naomote Ōjō o togu - Mukashi Bokutachi Aishita : Izuru

### Télévision
- 2016-2017 : Yowamushi Pedal : Imaizumi Shunsuke
- 2021 : Kirei no Kuni : Negi
- 2021 : Seiten wo Tsuke : Nakamura Sanpei
- 2022 : Old Fashion Cupcake : Togawa
- 2024 : Hikaru Kimi e : l'Empereur Sanjō
- 2025 : Le présentateur : Junya Ono